# Tomorrow (Annie)
Tomorrow is een lied dat bekend werd als onderdeel van de musical Annie (1977). Tijdens de eerste uitvoeringen werd het gezongen door Andrea McArdle. Het werd gecomponeerd door Charles Strouse en geschreven door Martin Charnin. Strouse produceerde het samen met Larry Morton. Er verschenen tal van covers, met hits voor Cissy Houston (1977) en Patricia Paay (1982).
Strouse schreef het lied aanvankelijk voor de musical Charlie and Algernon die David Rogers baseerde op het boek Flowers for Algernon (1959). Het lied maakte eerst ook deel uit van die show, maar werd later geschrapt.

## Covers
De oorspronkelijke versie van McArdle verscheen op de elpee "Annie" original cast (1977). Daarnaast verschenen talrijke covers, waaronder op albums van artiesten als Grace Jones (Portfolio, 1977), Barbra Streisand (Songbird, 1978) en Elaine Paige (Stages, 1983).
De musicalversie werd niet op single uitgebracht. Van de weinige releases op single, was er een bescheiden hit in de Verenigde Staten voor Cissy Houston (1977) en een top 3-hit in Nederland en België voor Patricia Paay (1982).

## Hitnoteringen
| Artiest       | Jaar | land                | Hitlijst | pieknotering | weken |
| ------------- | ---- | ------------------- | -------- | ------------ | ----- |
| Cissy Houston | 1977 | Verenigde Staten    | Hot 100  | 74           | 7     |
| Patricia Paay | 1982 | Nederland           | Top 50   | 3            | 10    |
| Patricia Paay | 1982 | Nederland           | Top 40   | 6            | 9     |
| Patricia Paay | 1982 | België (Vlaanderen) | Top 50   | 3            | 9     |